# Amamiclytus hirtipes
Amamiclytus hirtipes là một loài bọ cánh cứng trong họ Cerambycidae.